# Чемпионат мира по лыжным видам спорта среди военных 2012

Эмблема чемпионата

Чемпионат мира по лыжным видам спорта среди военных 2012 года должен был пройти с 20 по 23 марта в Словении и стать 52-м таким чемпионатом. Столицей соревнований был выбран Блед. Планировалось разыграть 14 комплектов наград, по 7 у мужчин и женщин в биатлоне, лыжных гонках, горнолыжном спорте и гонке патрулей.
Почетный комитет чемпионата возглавлял Министр обороны Словении Алеш Хойс. Организационный комитет возглавлял бригадир Вооружённых силы Словении Андрей Остерман.

## Программа
Планировалось. что делегации стран-участниц прибудут в Словению 19 марта, а разъедутся 24 марта. Соревнования по лыжным гонкам и биатлону должны были пройти в Поклюке, а горнолыжные соревнования — в Краньска-Горе.

### Биатлон
22 марта планировалось провести спринты, по итогам которых определились бы призёры в личном и командном зачётах.
23 марта планировалось провести гонки патрулей.

### Горнолыжный спорт
21 марта планировалось провести гигантские слаломы, по итогам которых определились бы призёры в личном и командном зачётах.

### Лыжные гонки
21 марта планировалось провести гонки с раздельным стартом на 10 км для женщин на 15 км для мужчин, по итогам которых определились бы призёры в личном и командном зачётах.

### Сводный календарь
| ● | Церемония открытия | ● | Финалы соревнований | ● | Церемония закрытия |

| Март              | Март | 20 | 21 | 22 | 23 | Медали |
| Март              | Март | ВТ | СР | ЧТ | ПТ | Медали |
| ----------------- | ---- | -- | -- | -- | -- | ------ |
| Церемонии         |      | ●  |    |    |    |        |
| Биатлон           |      |    |    | 4  | 2  | 6      |
| Горнолыжный спорт |      |    | 4  |    |    | 4      |
| Лыжные гонки      |      |    | 4  |    |    | 4      |
| Медали            |      |    | 8  | 4  | 2  | 14     |
| Март              | Март | 20 | 21 | 22 | 23 | Медали |

## Участники
Ожидалось участие 416 спортсменов из 27 стран. Среди собиравшихся принять участие в соревнованиях были действующий обладатель Кубка мира по лыжным гонкам швейцарец Дарио Колонья, действующий обладатель Кубка мира по биатлону француз Мартен Фуркад и другие именитые спортсмены.
| Страна               | Количество спортсменов |
| -------------------- | ---------------------- |
| Австрия              | 31                     |
| Болгария             | 14                     |
| Босния и Герцеговина | 6                      |
| Германия             | 31                     |
| Иран                 | 10                     |
| Казахстан            | 10                     |
| Китай                | 13                     |
| Латвия               | 1                      |
| Ливан                | 10                     |
| Литва                | 6                      |
| Северная Македония   | 18                     |
| Норвегия             | 20                     |
| Пакистан             | 6                      |
| Польша               | 12                     |
| Россия               | 18                     |
| Сербия               | 14                     |
| Словакия             | 11                     |
| Словения             | 23                     |
| США                  | 16                     |
| Украина              | 12                     |
| Финляндия            | 18                     |
| Франция              | 38                     |
| Хорватия             | 1                      |
| Чехия                | 13                     |
| Швейцария            | 27                     |
| Швеция               | 26                     |
| Эстония              | 11                     |

## Отмена соревнований
За неделю до старта президент оргкомитета чемпионата бригадир Андрей Остерман после консультаций с CISM заявил, что принимающая сторона, несмотря на шестимесячные работы по подготовке к турниру, вынуждена отменить соревнования. Причиной отмены соревнований стала неподходящая для снежных стартов погода, державшаяся в течение предшествующих двух недель и прогнозируемая на дни проведения соревнований.